# بیست و چهار ساعت از زندگی یک زن
بیست و چهار ساعت از زندگی یک زن (فرانسوی: Vingt-quatre heures de la vie d'une femme‎) فیلمی فرانسوی است که در سال ۲۰۰۳ منتشر شد. از بازیگران آن می‌توان به برنیس بژو، میشل سرو و نیکولای کاستر-والدو اشاره کرد.